# Władysław Lewandowski
Władysław Lewandowski (ur. 14 czerwca?/27 czerwca 1917 w Melitopolu, zm. 19 sierpnia 1999 w Toruniu) – polski historyk specjalizujący się w historii wojskowości XIX i XX wieku.

## Historia
Pochodził ze zubożałej rodziny ziemiańskiej. Uczęszczał do Szkoły Fundacji W. i A. Górskich w Warszawie, potem do Szkoły Podchorążych Kawalerii w Grudziądzu. Służył w 3 Pułku Szwoleżerów, po jego rozbiciu w kampanii wrześniowej trafił do Oflagu II C Woldenberg.
Po wojnie pracował w Dyrekcji Głównej Księgarni Wojskowej (1947–1948), jako zastępca kierownika redakcji prawno-historycznej Spółdzielni Wydawniczo-Handlowej „Książka i Wiedza” (1948–1952). W 1952 roku ukończył studia historyczne na Uniwersytecie Mikołaja Kopernika w Toruniu. Pracował na Uniwersytecie Warszawskim (1952–1955) oraz w WSP w Warszawie (1954–1955). W 1955 roku został zatrudniony na UMK. W 1962 roku uzyskał tam stopień doktora. Tematem jego rozprawy była Działalność polityczno-społeczna Walentego Józefa Wincentego Zwierkowskiego 1788-1859, a promotorem Witold Łukaszewicz. W 1970 roku uzyskał tytuł docenta. W latach 1972–1974 był zastępcą dyrektora Instytutu Historii i Archiwistyki UMK. Od 1979 roku do przejścia na emeryturę w 1987 roku był kierownikiem Zakładu Historii Wojskowej. Pracował też w Wyższej Szkole Oficerskiej Wojsk Rakietowych i Artylerii (1980–1987).
19 stycznia 1955 na wniosek Ministra Kultury i Sztuki został odznaczony Medalem 10-lecia Polski Ludowej.

## Twórczość
- Bohdan Baranowski, Władysław Lewandowski, Nietolerancja i zabobon w Polsce w wieku XVII i XVIII, wyd. Książka i Wiedza (wyd. I – 1950[2], wyd. II – 1987).